# Mimosa zygophylla
Mimosa zygophylla är en ärtväxtart som beskrevs av Asa Gray. Mimosa zygophylla ingår i släktet mimosor, och familjen ärtväxter. Inga underarter finns listade i Catalogue of Life.